# 김혜경 (영부인)
김혜경(金惠景, 1966년 9월 12일~)은 대한민국의 제21대 대통령 배우자이다. 이재명 제21대 대통령의 부인이다. 숙명여자대학교를 졸업했으며, 남편의 정치 활동을 지지해왔다.

## 생애
1966년 9월 12일, 충청북도 중원군 산척면(現 충청북도 충주시 산척면)에서 아버지 김종진과 어머니 창녕 조씨의 2남 1녀 중 장녀로 태어났다.
1990년 당시, 숙명여자대학교에서 피아노과를 졸업하였다. 이후 당시 변호사였던 남편을 만났다. 1991년 3월 결혼했다.
2025년 6월 4일, 남편 이재명 후보가 제21대 대한민국 대통령에 취임함에 따라 제21대 대통령 배우자에 취임하였다.

## 학력
- 선화예술고등학교 음악과 졸업
- 숙명여자대학교 피아노학 학사

## 경력
- 2024.~ 더불어민주당 대의원
- 2024. 8.~2025. 4. 제7대 더불어민주당 당대표 배우자
- 2025. 6.~ 제21대 대통령 배우자

## 상훈
- 무궁화대훈장 수여(2025년)

## 가족
- 아버지: 김종진
- 어머니: 창녕 조씨
  - 남동생: 김태한
  - 남동생: 김민한
  - 배우자: 이재명 - 제21대 대한민국 대통령
    - 자녀: 슬하 2남

## 소속 정당
| 소속 정당 | 소속 정당    | 소속 기간 | 비고 |
| --------- | ------------ | --------- | ---- |
|           | 더불어민주당 | 2024~현재 | 입당 |